# Hársád

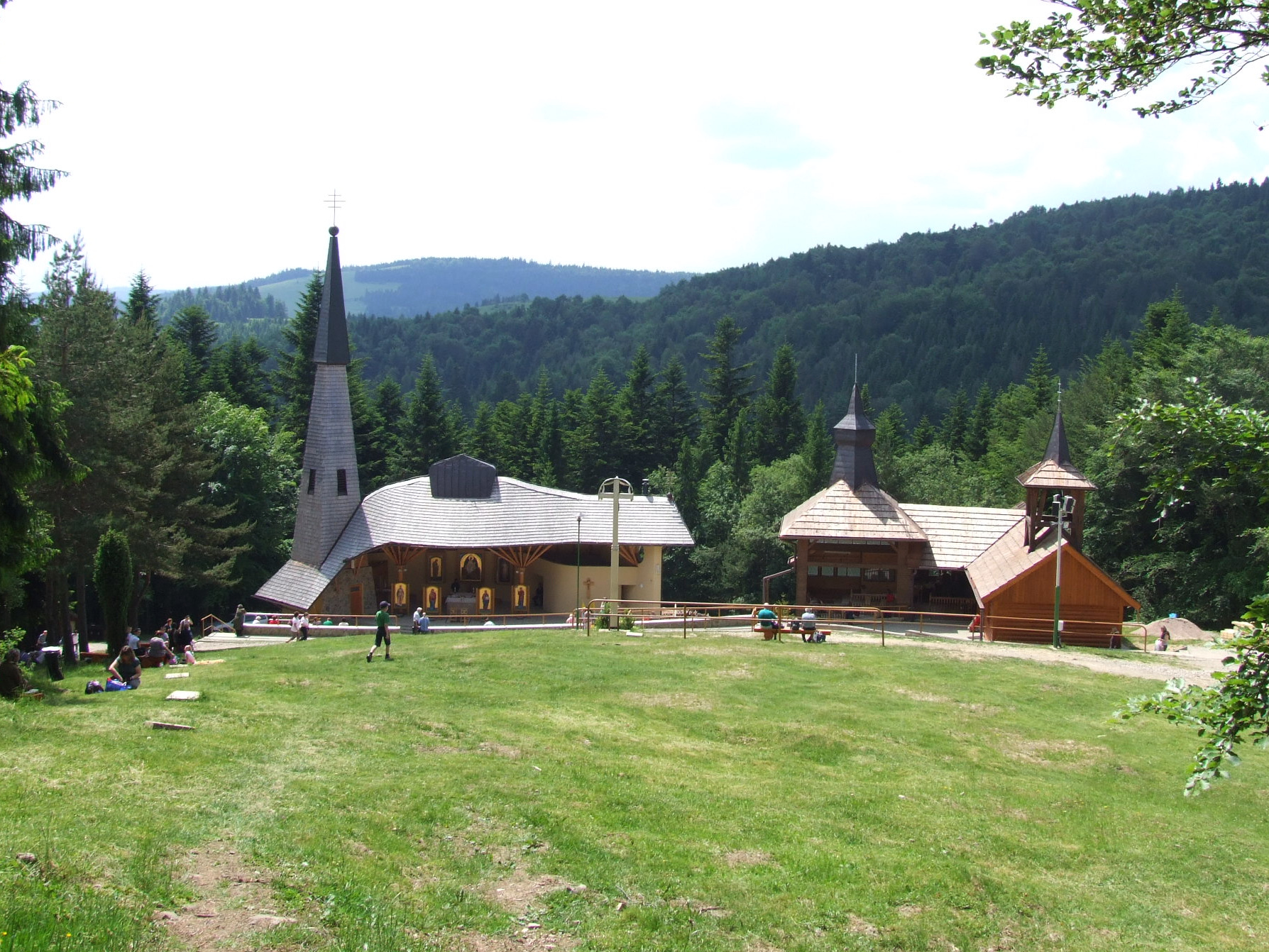

Hársád (1899-ig Litmanova, szlovákul Litmanová, németül Littmannsau) község Szlovákiában, az Eperjesi kerület Ólublói járásában.

## Fekvése
Ólublótól 9 km-re északnyugatra, a lengyel határ mellett fekszik.

## Története
A falu a 15. században keletkezett. 1412-ben „Litmanova” néven említik először, ekkor a lublói uradalom része volt. 1412-től 1772-ig az elzálogosított szepesi városokkal együtt Lengyelországhoz tartozott. 1570-ben a zálogbirtok lengyel tartományfőnöke az elnéptelenedett települést Peter Wiszlowskynak adja, aki 9 ruszin családot telepített ide és 12 évi adómentességet adott nekik. A falu lakossága fokozatosan nőtt, nemsokára már 60 jobbágytelek volt a községben. 1772-ben visszakerült a Habsburg Birodalomhoz.
A 18. század végén Vályi András így ír róla: „LITLANOVA. Tót falu Szepes Várm. földes Ura a’ K. Kamara, lakosai katolikusok, fekszik Lublónak szomszédságában, és annak filiája, határja középszerű.”
1822-ben lakói fellázadtak a robot ellen. 1828-ban 162 ház volt a faluban 1185 lakossal.
Fényes Elek 1851-ben kiadott geográfiai szótárában így ír a faluról: „Littmanova, orosz falu, Szepes vmegyében, a magurai járásban, hegyek közt egy völgyben, Lőcséhez 9 óra. Van 1150 görög, 50 római kath. lakosa, görög kath. anyatemploma, 5 urbéri telke. Az uraságnak az erdőn kivül majorsági birtoka nincs. Agyagos földe terem árpát, zabot, burgonyát, káposztát, répát. Birja a Neskó család.”
Lakói főként drótozással, üvegezéssel foglalkoztak. A trianoni diktátumig Szepes vármegye Ólublói járásához tartozott.

## Népessége
| Év:            | 1994. | 2004.   | 2014.   | 2024.   |
| -------------- | ----- | ------- | ------- | ------- |
| Emberek száma: | 648   | 629     | 646     | 617     |
| Eltérés:       |       | -2,93 % | +2,70 % | -4,48 % |

| Év:            | 2023. | 2024.   |
| -------------- | ----- | ------- |
| Emberek száma: | 623   | 617     |
| Eltérés:       |       | -0,96 % |

1869-ben 956 lakosa volt.
1910-ben 869, túlnyomórészt ruszin lakosa volt.
2011-ben 640 lakosából 527 szlovák és 84 ruszin.

## Nevezetességei
- A falu festői környezetben, fehér mészkősziklák között fekszik.
- Szent Mihály arkangyal tiszteletére szentelt görögkatolikus temploma 1778-ban épült barokk-klasszicista stílusban.
- Az Eliásovka déli lejtőjén álló fakápolna búcsújáróhely, itt jelent meg a Szűzanya két falubeli kislánynak.